# Nonacris hamata
Nonacris hamata är en tvåvingeart som beskrevs av James 1975. Nonacris hamata ingår i släktet Nonacris och familjen vapenflugor. Inga underarter finns listade i Catalogue of Life.